# Stephanostomum megacephalum
Stephanostomum megacephalum är en plattmaskart. Stephanostomum megacephalum ingår i släktet Stephanostomum och familjen Acanthocolpidae. Inga underarter finns listade i Catalogue of Life.